# Бернгейм, Эрнст
Э́рнст Бернге́йм (нем. Ernst Bernheim; 19 февраля 1850, Гамбург — 3 марта 1942, Грайфсвальд) — немецкий историк, источниковед и методолог истории. Предтеча теории культурных кругов.

## Биография

Титульный лист первого издания монографии «Введение в историческую науку», 1907

Родился в Гамбурге, в семье торговца Людвига Бернгейма и Эммы Зимон. Посещал муниципальную школу в Гамбурге, в 1868 году поступил на историческое отделение в Берлинский университет, откуда впоследствии перевёлся в Университет Гейдельберга. В 1872 г. обучался в Университете Страсбурга, где в 1873 году защитил докторскую диссертацию, написанную под руководством одного из крупнейших медиевистов того времени Георга Вайтца. При этом Э. Бернгейму были присуждены одновременно две докторские степени: доктор философии и доктор права.
В 1875 году Э. Бернгеймом была представлена ещё одна диссертация, выполненная под руководством одного из основных сотрудников Леопольда фон Ранке профессора Юлиуса Вайцзекера (нем. Julius Weizsäcker), за которую Э. Бернгейму была присуждена квалификация Dr. habil и предоставлена должность приват-доцента Гёттингенского университета.
В 1883 году он был приглашён на должность экстраординарного профессора в университет Грайфсвальда, где в 1889 стал ординарным профессором и занял кафедру вспомогательных исторических дисциплин. В 1899 г. возглавил Университет, будучи единогласно избран на должность ректора. В 1921 г. вышел в отставку.
В 1886 году Бернгейм сменил вероисповедание, перейдя из иудаизма в протестантизм.
Из-за своего еврейского происхождения Э. Бернгейм подвергался репрессиям во время нацистской эры. В 1933 году ему запретили читать лекции, и обращение к Гитлеру за отменой этого решения не имело успеха. 4 декабря 1935 года, с внедрением Нюрнбергских расовых законов, Бернгейм потерял немецкое гражданство. Обращение к Гитлеру, чтобы возвратить гражданство, которое было поддержано многими учеными из университета Грайфсвальда, было успешно — Бернгейму назначили «временное гражданство» 12 января 1938 года, таким образом он избежал высылки в 1940 году. Его приёмная глухонемая дочь Хетти Мейер, которую Бернгейм со своей женой Эммой воспитывали с её рождения была выслана в Терезиенштадт и там убита. С 1939 года нацистские учёные систематически очерняли научную работу Э. Бергейма, которая стала цениться вновь в послевоенной Германии. Э. Бернгейм умер 3 марта 1942 в Грайфсвальде. Его бывшим коллегам удалось обойти нацистские приказы и похоронить его урну на кладбище города 23 июля 1943 года, но некролог не был разрешен.
Наиболее известны его работы в области историографии, источниковедения и методологии истории. Впервые опубликованный в 1889 г. «Учебник методологии и философии истории» (нем. Lehrbuch der historischen Methode und der Geschichtsphilosophie) выдержал множество изданий на всех основных европейских языках и сегодня является классическим трудом в этой области. Широко известна также другая его работа — «Введение в историческую науку» (нем. Einleitung in die Geschichtswissenschaft), переведённая на русский язык и опубликованная в России всего через полгода после её выхода в Германии; до 1917 г. трижды переиздавалась в разных переводах в Санкт-Петербурге, Москве и Харькове.

## Память
На доме Э. Бернгейма в Грайфсвальде, Арндтстрэс-Роуд, 26, установлена мемориальная доска. Кроме того, улицу в Грайфсвальде назвали в честь него.

## Основные работы
- Бернхейм Э. Введение в историческую науку. М., 1911.
- Lehrbuch der historischen Methode und der Geschichtsphilosophie. Leipzig, 1889.
- Lokalgeschichte und Heimatkunde in ihrer Bedeutung für Wissenschaft und Unterricht //Pommersche Jahrbücher. [Greifswald], 1900. S. 15-32.
- Das Wormser Konkordat und seine Vorurkunden hinsichtlich Entstehung, Formulierung, Rechtsgültigkeit. Breslau, 1906.
- Einleitung in die Geschichtswissenschaft. Leipzig, 1905.
- Mittelalterliche Zeitanschauungen in ihrem Einfluss auf Politik und Geschichtsschreibung. Tübingen, 1918.